# Ludwig Hatschek
Ludwig Hatschek (9. října 1855 Těšetice – 15. července 1914 Linz) byl rakouský průmyslník, zakladatel továrny Eternit-Werke ve Vöcklabrucku v Horních Rakousích.

## Život
Ludwig Hatschek se narodil 9. října 1855 jako šesté dítě v pivovarnické rodině. V roce 1866 se rodina Hatschekových přestěhovala z Moravy do Lince. Ludwig Hatschek zde navštěvoval obchodní školu a pak absolvoval pivovarnickou školu ve Weihenstephanu u Mnichova. Později pracoval v pivovaru Linzer Aktienbrauerei und Malzfabrik (jeden z předchůdců současného největšího rakouského výrobce piva, skupiny Brau Union), který vlastnil jeho otec, a hodně cestoval. V roce 1890 z otcovy firmy odešel; byl mu vyplacen jeho podíl 100 000 zlatých. Zatímco hledal novou oblast činnosti ve Velké Británii, jeho manželka, dcera bankéře Rosa Würzburgerová, hledala vhodnou lokalitu v Horním Rakousku. V roce 1893 koupil nepoužívanou papírnu v Schöndorfu u Vöcklabrucku. Koupil do ní použité spřádací stroje na azbest z vyhořelé přádelny v Gastein-Lendu u Salcburku. Azbest byl v té době „nový“ materiál a vzbudil Hatschekův zájem. O rok později založil firmu Erste Österreich-ungarische Asbestwarenfabrik Ludwig Hatschek.

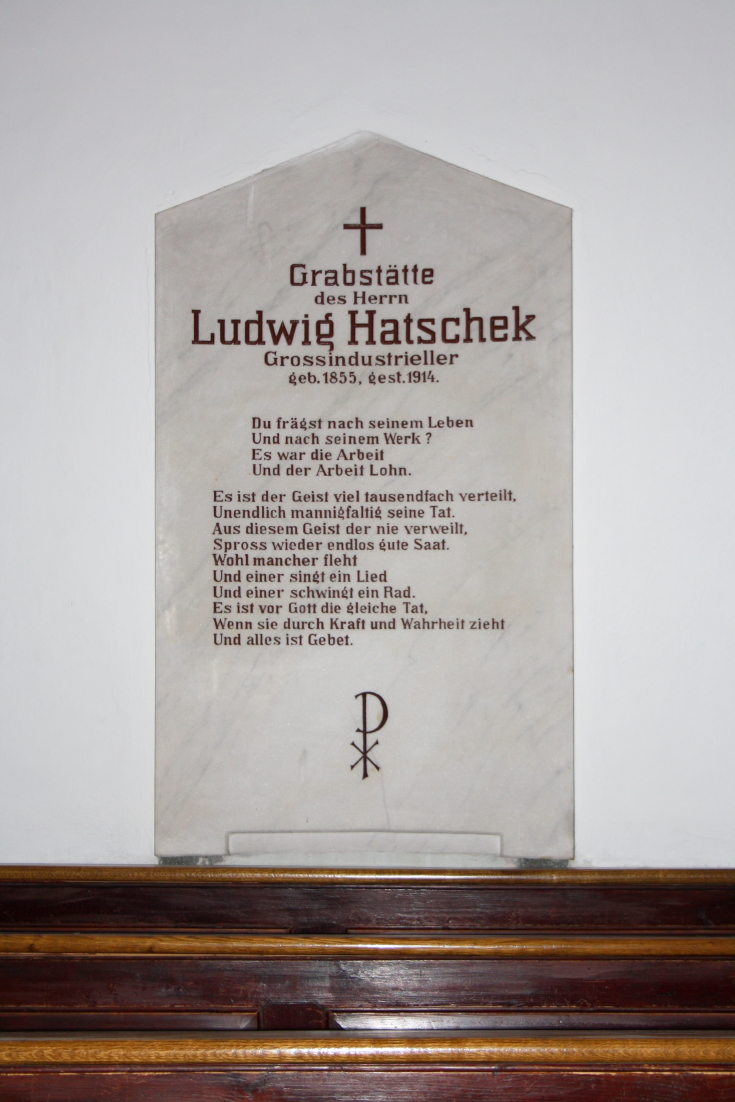
Náhrobní kámen Ludwiga Hatscheka v Schöndorfském kostele ve Vöcklabrucku

Ludwig Hatschek pracoval sedm let na vývoji ohnivzdorného materiálu na střešní krytinu, lehčí než pálená střešní taška, levnějšího než břidlice a odolnějšího než plech. Poté, co se správným pojivem ukázal být portlandský cement, podařilo se mu zhotovit nehořlavé, mrazuvzdorné a lehké desky na trvanlivou střešní krytinu. Smísil 90 % cementu a 10 % azbestových vláken s vodou a směs zpracoval na stroji na výrobu kartonu. V roce 1900 si tento výrobní postup dal patentovat; patent měl název „Výroba desek z umělého kamene s hydraulickými pojivy“. V roce 1903 dal novému výrobku obchodní název „Eternit“ (latinsky aeternus – věčný). Později se z azbestocementu začaly vyrábět i trubky. Poprvé byl azbestocement ve velkém užit při výstavbě Taurské železnice (1902–09), kde se osvědčil. Potřebný cement od roku 1908 dovážela jeho firma z cementárny v Pinsdorfu, kterou pro tento účel Hatschek postavil. Druhou surovinu – azbest, Hatschek zajistil v Rusku, kde získal od majitelů dolů na Urale pětiletou smlouvu na výhradní odkup celé roční produkce.
Pro těžkosti se získáváním patentů v zahraničí (zejména v Německu, kde proces trval téměř 10 let), nezakládal Hatschek další vlastní továrny (s výjimkou té ve městě Nyergesújfalu u Ostřihomi v Uhrách, což bylo dáno daňovými výhodami), ale spokojil se s příjmy z licenčních poplatků a licencí na výrobu, které prodal do celého světa. Do roku 1910, tedy v průběhu deseti let od registrace patentu, vznikly továrny na „Eternit“ v mnoha zemích, včetně Francie, Švýcarska, Německa, Belgie, Holandska, Portugalska, Itálie, Velké Británie, Švédska, Dánska, Rumunska, Ruska, USA a Kanady. Jen v rakousko-uherské monarchii zajišťovalo prodej eternitu 300 až 400 firem. Velkými státními zakázkami byly i nadále zejména budovy železničních stanic. Díky této expanzi Hatschek přestěhoval v letech 1910–1911 sídlo společnosti do Lince, kam se přestěhoval i on. Ve Vöcklabrucku nechal pro své dělníky postavit domy. V letech 1910–1913 proměnil Ludwig Hatschek s velkými náklady bývalou pískovnu na Bauernbergu v Linci na velký park a věnoval ho městu.
Od roku 1910 byl jeho život poznamenán vážnou chorobou. Absolvoval četné léčebné pobyty v zahraničí – v Nice, Meranu a v sanatoriu u Mnichova. V červenci 1914 zemřel ve své secesní vile Hatschek (v současnosti je sídlem Hornorakouské zemědělské komory – Oö. Landwirtschaftskammer) v Linci.

## Ocenění
V roce 1908 získal Ludwig Hatschek čestný titul „císařský rada“ (Kaiserlicher Rat). V roce 1914 byl jmenován čestným občanem Lince, v roce 1945 zde po něm pojmenovali ulici – Hatschekstraße. Ulice s jeho jménem se nachází i v blízkých městech Wels, Gmunden a v obci Seewalchen am Attersee. V roce 1953 byla ve Vídni – Donaustadtu (22. okres) po něm pojmenována Hatschekgasse.